# 고무라카미 천황
고무라카미 천황(일본어: 後村上天皇 ごむらかみてんのう[*], 1328년(가레키 3년) ~ 1368년 3월 29일(쇼헤이 23년 3월 11일))은 일본 남북조 시대 제97대 천황이자, 남조 제2대 천황(재위: 1339년 9월 18일(엔겐 4년/랴쿠오 2년 8월 15일) ~ 1368년 3월 29일(쇼헤이 23년/오안 원년 3월 11일))이다. 호칭의 유래는 62대 천황 무라카미 천황(村上天皇)에서 유래하였다.
고다이고 천황의 제7황자로 고다이고 천황의 많은 아들 가운데서 유일하게 즉위하여 임금이 된 인물이다. 휘는 노리요시(のりよし)로, 그 한자 표기는 처음에는 義良로 후에 憲良로 바꾸었다. 이름 읽는 법은 예전에는 노리나가(のりなが)로 읽었으나 이후 노리요시로 읽는 것이 옳다는 견해가 대두되어 일본의 현행 학술 서적에서는 '노리요시'로 읽고 있다.
아버지 고다이고 천황의 남긴 뜻을 이어 남조의 교토 회복을 도모하였고 도호쿠 지방 즉 무쓰국(陸奥国) 남부 미야기 현(宮城県) 다가조 시(多賀城市)에 위치해 있었던 무쓰 고쿠후(国府) 겸 진주후(鎮守府)의 다가 성(多賀城)에 입성하였다. 고다이고 천황이 다가 성에 지은 오우 쇼군부(奥羽将軍府, 도호쿠 지방 쇼군부))의 톱으로 북조를 끼고 무로마치 막부군과 남북조의 내란을 벌였다. 훗날 야마토(大和, 나라 현)의 요시노(吉野) ・ 가모노(賀名生)와 셋쓰(摂津, 오사카 부)의 스미요시(住吉) 등을 행궁으로 삼았다.
1911년(메이지 44년)에 메이지 덴노를 주축으로 세워진 메이지 신정부에 의해 남조가 일본 왕가의 정통으로 높여지면서, 고무라카미 천황 역시 '정통 군주'로써 일본의 역대 천황의 반열에 들게 되었다.

## 약력
正慶 2년(1333년) 고다이고 천황이 싯켄(執権) 호조 씨(北条氏)의 가마쿠라 막부를 멸망시키고 겐무 신정(建武の新政)을 시작하였다. 그 해에 고다이고 천황은 가마쿠라 막부의 쇼군이었던 모리쿠니 친왕(守邦親王)에게 옹립되었던 고곤 천황(光厳天皇)을 폐위시킨다.
고다이고 천황은 이 해에 아들 노리요시를 호조 씨의 잔당 추토와 도고쿠 무사들의 귀속을 목적으로 측근(총신) 기타바타케 지카후사와 그 장남인 구교(公卿) ・ 진주후쇼군(鎮守府大将軍) ・ 무쓰노카미(陸奥守) 기타바타케 아키이에(北畠顕家)에게 받들게 하여 무쓰 국의 고쿠후 겸 진쥬후가 있는 다가 성으로 보냈다. 겐무(建武) 원년(1334년) 5월 다가 성에서 노리요시는 친왕(親王) 선하를 받았다. 노리요시 친왕은 다가 성에서 도호쿠 지방에서의 조정을 따르는 무장들을 모으고 도호쿠 지방에서의 고다이고 천황의 분조(分朝)격이었던 오우 쇼군부(도호쿠 쇼군부)를 세웠다. 고다이고 천황의 오우 쇼군부의 관할 지역은 도호쿠 지방 및 간토(関東) 북부 3개 구니 즉 시모쓰케(下野) ・ 고즈케(上野) ・ 히타치(常陸)를 포함하고 있었기 때문에 오우 쇼군부는 사실상의 동일본 소조정이나 다름없었다. 이때 도호쿠 지방 및 간토 지방 북부에서 고다이고 천황을 따랐고 훗날 남조에 가담하게 되는 여러 다이묘 가운데 무가의 톱과도 같은 지위였던 인물이 다테 씨(伊達氏)의 다테 유키토모(伊達行朝)와 시라카와 유우키 씨(白河結城氏)의 유우키 무네히로(結城宗広) ・ 지카토모(親朝) 부자 세 사람이었다.
이듬해인 겐무 2년(1335년) 닛타 요시사다(新田義貞)에게 가마쿠라 막부가 멸망당할 때 자결했던 호조 다카토키(北条高時)의 아들 호조 도키유키(北条時行)가 이른바 나카센다이의 난(中先代の乱)을 일으켰다. 그 혼란 속에 앞서 고다이고 천황의 아들로 가마쿠라에 유폐되어 있던 세이이타이쇼군(征夷大将軍) 모리요시 친왕(護良親王)은 아시카가 타카우지(足利尊氏)의 동생 아시카가 다다요시(足利直義)의 명으로 죽임을 당했다. 또한 나카센다이의 난을 진압하기 위해 온 아시카가 타카우지도 모반을 일으켜 겐무 신정에서 이탈하였다. 12월 아시카가 타카우지는 하코네-다케노시타 전투(箱根 ・ 竹ノ下の戦い)에서 조정의 군사를 격파하고 이듬해인 엔겐(延元) 원년/겐무 3년(1336년) 정월에 교토를 점령하였다. 이로 인해 고다이고 천황은 일시 히에이 산(比叡山)으로 파천하였다.
앞서 겐무 2년(1335년) 12월 22일에 고다이고 천황의 측근이었던 기타바타케 지카후사 및 그 아들 아키이에나 다테 유키토모를 비롯한 무쓰 쇼군부의 무장들과 함께 노리요시 친왕은 다가 성을 출발하여 아시카가 타카우지를 추토하기 위해 교토 방면으로 진군하였다. 엔겐 원년/겐무 3년(1336년) 정월에 노리요시 친왕 및 무쓰노카미 기타바타케 아키이에가 거느린 군이 교토에서 아시카가 타카우지 군을 격파하고, 타카우지를 교토에서 규슈(진제이)로 도망치게 하였다. 3월에 노리요시 친왕은 원복(元服)을 행하였고, 3품 무쓰 태수(三品陸奥太守)로 서임되었다.
그러나 엔겐 원년/겐무 3년(1336년) 규슈로 달아났던 아시카가 타카우지 ・ 다다요시 형제는 규슈에서 태세를 정비하고 다시금 교토 방면으로 치고 올라왔다. 미나토가와 전투(湊川の戦い)에서 구스노키 마사시게(楠木正成) ・ 닛타 요시사다를 격파하고 마사시게는 전사하였다. 이렇게 아시카가 타카우지는 다시금 교토를 탈취하고 가마쿠라 막부의 호조 씨가 했던 것처럼 앞서 고다이고 천황에게 폐해졌던 고곤 천황의 동생인 지묘인 왕통(持明院統)의 고묘 천황(光明天皇)을 옹립하였다. 한편 고다이고 천황은 나라의 요시노(吉野)로 달아나 자신의 조정을 선포하였고, 고묘 천황은 북조, 고다이고 천황은 남조로써 남북조 시대가 시작되었다.
이듬해 엔겐 2년/겐무 4년(1337년), 주력군이 사라진 다가 성의 오우 쇼군부는 북조군의 공격으로 위험한 지경에 놓이게 되었다. 때문에 엔겐 2년/겐무 4년(1337년) 1월 8일 노리요시 친왕 및 무쓰노카미 기타바타케 아키이에 등은 오우 쇼군부를 다테 유키토모의 영지 안에 있는 후쿠시마 현(福島県) 료 산(霊山)으로 옮겼다. 8월 도호쿠 지방군을 거느린 노리요시 친왕 및 기타바타케 아키이에는 이번에는 료 산성에서 다시금 교토를 목표로 진군하여 12월 오우 쇼군부의 군사(남조군)가 북조군을 격파하고 가마쿠라를 탈환하였다. 이듬해인 엔겐 3년/랴쿠오 원년(1338년) 1월 노리요시 친왕은 오우 쇼군부의 군을 서쪽으로 진군시켜서 미노국(美濃国) 아오노가하라 전투(青野原の戦い)에서 아시카가측을 격파하고 [[이세 국|이세(伊勢) ・ 이가(伊賀) 방면에 전진한 뒤 고다이고 천황이 있는 야마토의 요시노 행궁으로 들어갔다.
이러한 상황 속에서 아시카가 타카우지는 고묘 천황으로부터 세이이타이쇼군으로 임명되어 무로마치 막부(室町幕府)가 성립되었다. 엔겐 3년(겐무 5년)/랴쿠오 원년 5월 22일(양력 1338년 6월 10일) 남조의 구교 ・ 진주후다이쇼군(鎮守府大将軍) ・ 무쓰노카미 기타바타케 아키이에는 북조 ・ 무로마치 막부의 집사(執事)인 고노 모로나오(高師直) ・ 고노 모로야스(高師泰) 형제와의 전투인 이시쓰 전투(石津の戦い, 이즈미 국和泉国 사카이堺浦의 이시쓰石津, 현재의 오사카 부 사카이 시 일대)에서 패하고, 아키이에 자신은 전사하였다. 엔겐 3년 윤7월 2일 남조의 닛타 요시사다도 에치젠(越前)의 후지시마(藤島, 후쿠이 시) 도묘지나가테(灯明寺畷)에서 북조군과 전투하여(후지시마 전투) 패하고, 요시사다 자신은 전사하였다. 9월 노리요시 친왕은 무네요시 친왕(宗良親王)과 함께 기타바타케 지카후사 및 전사한 장남 아키이에의 동생인 아키노부(顕信)에게 받들어져서 다테 유키토모 ・ 유우키 무네히로 ・ 나카무라 쓰네나가(中村経長) 등의 군선을 타고 이세 국의 오오미나토(大湊)에서 세 번에 걸쳐 무쓰 국으로 향하고자 하였으나 도중에 폭풍우를 만나 일행은 흩어져 버렸고, 노리요시 친왕의 배도 이세에 표착하였다. 엔겐 4년/랴쿠오 2년(1339년) 3월 노리요시 친왕은 요시노로 돌아갔고, 얼마 지나지 않아 황태자가 되었다. 8월 15일, 아버지 고다이고 천황의 양위로 즉위하여 고무라카미 천황이 되었다.
고무라카미 천황은 어려서부터 주로 기나이 인근 구니의 지샤(寺社)나 무사들에 대해 정력적으로 윤지(綸旨)를 발급하였고, 남조의 안녕 기원이나 소유 영지 안도(安堵) ・ 급부, 군세 재촉이나 포상을 행하였다. 쇼헤이 3년/조와 4년(1348년) 1월 아시카가측의 고노 모로나오에게 요시노를 습격당하여 기이(紀伊)의 하나조노(花園, 와카야마 현 가쓰라기 정)으로 피난하기도 하였는데, 후에 야마토의 가모우(나라 현 고조 시)로 옮겼다. 쇼헤이 5년/간노 원년(1350년) 아시카가 일족 사이에 내홍이 격화되자(간노의 소란) 앞서 아시카가 다다요시가 남조로 항복하고 이듬해(1351년) 10월에는 타카우지가 똑같이 남조에 항복하였다(쇼헤이 일통). 천황은 타카우지에 대해 다다요시 ・ 다다후유(直冬) 추토의 윤지를 전하고, 11월에는 북조의 스코 천황(崇光天皇)을 폐위하는 동시에 삼종 신기(三種の神器, 고다이고 천황은 북조가 가진 것은 가짜라고 주장하였다)를 접수하고 황태자 나오히토 친왕(直仁親王)도 폐태자하였다.
남조는 타카우지가 다다요시를 추토하고자 간토로 향한 틈을 타서 교토 회복을 위한 작전을 냈다. 쇼헤이 7년/분나 원년(1352년) 2월에 가모우를 출발하여 가와치(河内)의 도조(東条, 오사카 부 도미타바야시 시)를 거쳐 셋쓰의 스미요시에 이르러 윤2월 19일 야마시로(山城)의 오토 산(男山, 교토 부 하치만 시)로 들어가 시치조 오미야 전투(七条大宮の戦い)에서 구스노키 마사노리(楠木正儀)가 아시카가 요시아키라(足利義詮)를 격파하고 교토의 회복에 성공하였다. 쇼헤이 일통은 파탄이 났고, 요시아키라는 오미(近江)로 도망쳤으며, 고무라카미 천황은 고곤 ・ 고묘 ・ 스코 세 상황과 폐태자 나오히토 친왕까지 모조리 오토 산으로 연행하였다. 3월에 아시카가측의 반격으로 교토를 버리고 오토 산에서 농성하였으나, 5월 요시아키라의 군에 패하여 가까스로 탈출, 미와 사(三輪社) ・ 우다(宇陀)를 거쳐서 가모우로 귀환하였다. 쇼헤이 9년/분나 3년(1354년) 3월에는 고곤 ・ 고묘 ・ 스코 세 상황과 나오히토 친왕을 가와치 아마노(天野)의 곤고지(金剛寺)의 탑두(塔頭) 간초인(観蔵院)으로 들이고 10월에는 고무라카미 천황 자신도 곤고지로 옮겨서 탑두 마니인(摩尼院)을 자신의 행궁으로 정하였다. 쇼헤이 10년/분나 4년(1355년) 1월 다시금 남조에 귀순한 다다후유를 내세워 교토 회복을 시도하였으나, 타카우지 ・ 요시아키라 부자의 군에 패하고 좌절하였고, 얼마 지나지 않아 고묘 상황을 교토로 돌려 보냈다.
쇼헤이 12년/엔분 2년(1357년) 2월에는 고곤 상황 ・ 스코 상황 ・ 나오히토 친왕도 교토로 돌려 보내고, 쇼헤이 14년/엔분 4년(1359년) 12월에 자신도 간신지(観心寺, 오사카 부 가와치나가노 시)로 행궁을 옮겨서 이듬해 9월에에는 스미요시까지 북상, 쇼헤이 16년/고안 원년(1361년) 막부의 정쟁에서 패하고 실각한 집사 호소카와 기요우지(細川清氏)의 귀순을 받아 들이고 12월 8일에 시조 다카토시(四条隆俊) ・ 구스노키 마사노리 등이 교토로 쳐들어가 일시적으로 교토를 회복하였으나, 곧 요시아키라의 반격으로 26일에 철퇴하여야 했다. 남조의 힘은 이미 약해져 있었고, 쇠퇴하는 기세를 만회할 조짐도 보이지 않았다. 그럼에도 남조는 일관되게 강경한 자세를 관철하였고, 쇼헤이 22년/조지 6년(1367년) 4월 칙사 하무로 미쓰스케(葉室光資)를 막부와의 화목 교섭을 행하였는데, 고무라카미 천황은 무가측의 항복을 조건으로 요구하였으므로 요시아키라의 격노를 산 끝에 화의는 결렬되었다. 이 해에 고무라카미 천황은 이미 병세가 짙어져 있었다. 이듬해인 쇼헤이 23년/오안 원년(1368년) 3월 11일 자시에 스미요시 대사(住吉大社)의 궁사(宮司) 쓰노모리 씨(津守氏)의 스미노에도노(住之江殿)에서 세상을 떠났다. 향년 41세였다.
고무라카미 천황은 와카는 니조 다메사다(二条為定)에게 배워서 쇼헤이 8년(1353년) 『다이리 천수』(内裏千首)나 20년(1365년)의 『다이리 360수가』(内裏三百六十首歌)가 편찬되었고, 준칙선집(准勅撰集) 『신엽화가집』(新葉和歌集)에도 고무라카미 천황 자신이 지은 와카가 많게는 100수가 실려 있는 것 외에도 『겐지 이야기』(源氏物語)에도 관심을 기울였다. 또한 임제종 선승 고호 가쿠묘(孤峰覚明)에게서 선(禅)을 배우고, 비파(琵琶) ・ 쟁(箏) 등의 음악이나 다이카쿠지 왕통의 당양(唐様)을 이어받아 서도(書道)에도 뛰어났다고 한다.

## 가계도
- 뇨고 : 기타바타케(미나모토)씨(北畠(源)氏) - 기타바타케 지카후사(北畠親房)의 딸
- 뇨고 : 가키몬인(嘉喜門院, 산이노츠보네, 생몰년 미상) - 친부 미상. 니죠 모로모토의 유자(猶子)
  - 제1황자 : 유타나리 친왕(寛成 親王) - (조케이 천황)
  - 황자 : 친왕 - 고카메야마 천황의 황태제. 고쇼인노미야가의 선조. 아래의 코레나리 친왕 또는 야스나리 친왕으로도 추정된다
- 텐지 : 후지와라씨 (니혼텐지(二品典侍), 생몰년 미상) - 아노 사네타메의 딸?
  - 제2황자 : 히로나리 친왕 (고카메야마 천황)
- 생모불명
  - 제3황자 : 고레나리 친왕(惟成 親王) (?~1423)
  - 제4황자 : 야스나리 친왕(泰成 親王) (1360~?)
  - 제5황자 : 모로나리 친왕(師成 親王) (1361~?)
  - 제6황자 : 가네나리 친왕(說成 親王(懐成 親王)) 또는 가네쿠니 친왕(懐邦 親王)
  - 황자? : 요시나리 친왕(良成 親王) (?~1395?)
  - 황녀? : 신센요몬인(新宣陽門院) 노리코(겐시) 내친왕(憲子 内親王) (1345?~1391?)
  - 황녀? : 사다코(데이시) 내친왕(貞子 内親王)

## 연호
- 엔겐 : 1339년 8월 15일 ~ 1340년 4월 28일
- 고코쿠 : 1340년 4월 28일 ~ 1346년 12월 8일
- 쇼헤이 : 1346년 12월 8일 ~ 1368년 3월 11일

1. ↑  『신엽화가집』(新葉和歌集) 잡상(雑上) ・ 1034의 사서(詞書)에서 태자가 된 것이 이 해의 일임은 확실하지만, 자세한 날짜는 알 수 없다. 『남조편년기략』(南朝編年記略)은 3월 4일이라고 하였다.